# Bennebroek
Bennebroek est un village et une ancienne commune néerlandaise, situé dans la province de Hollande-Septentrionale. Le 1er janvier 2009, Bennebroek est rattaché à Bloemendaal.